# سیارک ۸۸۱۹
سیارک ۸۸۱۹ (به انگلیسی: 8819 Chrisbondi، نامگذاری:1985RR4) هشت هزار و هشتصد و نوزدهمین سیارک کشف شده‌است که در ۱۴ سپتامبر ۱۹۸۵ کشف شد.
قدر مطلق سیارک برابر ۲۶.۹ است.